# Iñigo Ros
Iñigo Ros Añón (ur. 21 października 1982 w Tudela) – hiszpański piłkarz występujący na pozycji pomocnika w SD Huesca.

## Statystyki klubowe
| Sezon   | Klub            | Kraj      | Liga               | Mecze | Bramki |
| ------- | --------------- | --------- | ------------------ | ----- | ------ |
| 2001/02 | Real Sociedad B | Hiszpania | Segunda División B | 15    | 1      |
| 2002/03 | Real Sociedad B | Hiszpania | Tercera División   | -     | -      |
| 2003/04 | Real Sociedad B | Hiszpania | Segunda División B | 27    | 0      |
| 2004/05 | Real Sociedad B | Hiszpania | Segunda División B | 35    | 0      |
| 2005/06 | Real Sociedad B | Hiszpania | Segunda División B | 17    | 1      |
| 2005/06 | Real Jaén       | Hiszpania | Segunda División B | 17    | 1      |
| 2006/07 | Real Jaén       | Hiszpania | Segunda División B | 32    | 2      |
| 2007/08 | Real Jaén       | Hiszpania | Segunda División B | 34    | 2      |
| 2008/09 | Real Jaén       | Hiszpania | Segunda División B | 42    | 0      |
| 2009/10 | Real Jaén       | Hiszpania | Segunda División B | 30    | 2      |
| 2010/11 | SD Eibar        | Hiszpania | Segunda División B | 12    | 0      |
| 2011/12 | SD Eibar        | Hiszpania | Segunda División B | 35    | 0      |
| 2012/13 | CD Tenerife     | Hiszpania | Segunda División B | 40    | 0      |
| 2013/14 | CD Tenerife     | Hiszpania | Segunda División   | 25    | 2      |
| 2014/15 | SD Huesca       | Hiszpania | Segunda División B | 42    | 2      |
| 2015/16 | SD Huesca       | Hiszpania | Segunda División   | 15    | 0      |

Stan na: 5 czerwca 2016 r.